# Vadaravis brownae
Vadaravis brownae — викопний вид лелекоподібних птахів родини ібісових (Threskiornithidae), що існував у ранньому еоцені в Північна Америка. Майже повний посткраніальний скелет птаха знайдений у відкладеннях формації Грін Рівер у штаті Вайомінг у США. Вид названо на честь американської біологині Барбари Браун.